# Гольцгаузен, Вальтер фон
Барон Вальтер фон Гольцгаузен (Хольцхаузен; нем. Walther Freiherr von Holzhausen; 29 мая 1876, Опава — 9 августа 1935, Магдебург, Бранденбург) — немецкий шахматист и шахматный композитор; теоретик логической школы в шахматной задаче.
Национальный мастер по шахматам (1925); лучшие результаты в турнирах: Ганновер (1926) и 25-й конгресс Германского шахматного союза (1927) — 3-е место.
В шахматной композиции автор ряда тем, в том числе и темы, носящей его имя (см. пример). Составитель задач в ортодоксальных жанрах, главным образом многоходовых. Значительно расширил границы логической школы, ввёл новые определения — понятие относительной чистоты цели хода, манёвра, разделение тематики по признаку инициативы стороны, проводящей ту или иную комбинацию, чётко выделил главный и подготовительный планы.

## Спортивные результаты
| Год  | Город       | Соревнование                                                 | + | − | = | Результат | Место |
| ---- | ----------- | ------------------------------------------------------------ | - | - | - | --------- | ----- |
| 1912 | Бреслау     | 18-й конгресс Германского шахматного союза (побочный турнир) |   |   |   |           |       |
| 1926 | Дрезден     | Международный турнир                                         | 3 | 4 | 2 | 4 из 9    | 5     |
|      | Ганновер    | Международный турнир                                         | 3 | 2 | 2 | 4 из 7    | 3     |
|      | Вена        | Международный турнир                                         |   |   |   |           |       |
|      | Берлин      | Турнир немецких мастеров                                     | 1 | 5 | 3 | 2½ из 9   | 10    |
| 1927 | Магдебург   | 25-й конгресс Германского шахматного союза                   | 7 | 3 | 3 | 8½ из 13  | 3—4   |
|      | Бремен      | Турнир немецких мастеров                                     | 0 | 5 | 2 | 1 из 7    | 8     |
|      |             | Матч Германия — Франция по переписке (против Р. Крепо)       | 0 | 1 | 0 | 0 из 1    |       |
| 1928 | Берлин      | Международный турнир (турнир кафе "Кёниг")                   | 1 | 7 | 3 | 2½ из 11  | 12    |
|      | Гиссен      | Международный турнир                                         | 0 | 5 | 2 | 1 из 7    | 8     |
| 1929 | Дуйсбург    | 26-й конгресс Германского шахматного союза                   | 3 | 7 | 3 | 4½ из 13  | 12    |
| 1933 | Бад-Пирмонт | Чемпионат Германии                                           | 4 | 8 | 3 | 5½ из 15  | 13—14 |

## Задачи
|   | a | b | c | d | e | f | g | h |   |
| - | --- | --- | --- | --- | --- | --- | --- | --- | - |
| 8 | b8 чёрная ладья · a7 чёрный слон · c7 чёрная пешка · d7 белая ладья · f7 чёрная пешка · a5 чёрный конь · c5 чёрная ладья · e5 чёрный король · f5 чёрная пешка · h5 белый конь · c4 чёрная пешка · f4 белый конь · c3 чёрная пешка · f3 белая пешка · g3 белый слон · b1 чёрный слон · h1 белый король | b8 чёрная ладья · a7 чёрный слон · c7 чёрная пешка · d7 белая ладья · f7 чёрная пешка · a5 чёрный конь · c5 чёрная ладья · e5 чёрный король · f5 чёрная пешка · h5 белый конь · c4 чёрная пешка · f4 белый конь · c3 чёрная пешка · f3 белая пешка · g3 белый слон · b1 чёрный слон · h1 белый король | b8 чёрная ладья · a7 чёрный слон · c7 чёрная пешка · d7 белая ладья · f7 чёрная пешка · a5 чёрный конь · c5 чёрная ладья · e5 чёрный король · f5 чёрная пешка · h5 белый конь · c4 чёрная пешка · f4 белый конь · c3 чёрная пешка · f3 белая пешка · g3 белый слон · b1 чёрный слон · h1 белый король | b8 чёрная ладья · a7 чёрный слон · c7 чёрная пешка · d7 белая ладья · f7 чёрная пешка · a5 чёрный конь · c5 чёрная ладья · e5 чёрный король · f5 чёрная пешка · h5 белый конь · c4 чёрная пешка · f4 белый конь · c3 чёрная пешка · f3 белая пешка · g3 белый слон · b1 чёрный слон · h1 белый король | b8 чёрная ладья · a7 чёрный слон · c7 чёрная пешка · d7 белая ладья · f7 чёрная пешка · a5 чёрный конь · c5 чёрная ладья · e5 чёрный король · f5 чёрная пешка · h5 белый конь · c4 чёрная пешка · f4 белый конь · c3 чёрная пешка · f3 белая пешка · g3 белый слон · b1 чёрный слон · h1 белый король | b8 чёрная ладья · a7 чёрный слон · c7 чёрная пешка · d7 белая ладья · f7 чёрная пешка · a5 чёрный конь · c5 чёрная ладья · e5 чёрный король · f5 чёрная пешка · h5 белый конь · c4 чёрная пешка · f4 белый конь · c3 чёрная пешка · f3 белая пешка · g3 белый слон · b1 чёрный слон · h1 белый король | b8 чёрная ладья · a7 чёрный слон · c7 чёрная пешка · d7 белая ладья · f7 чёрная пешка · a5 чёрный конь · c5 чёрная ладья · e5 чёрный король · f5 чёрная пешка · h5 белый конь · c4 чёрная пешка · f4 белый конь · c3 чёрная пешка · f3 белая пешка · g3 белый слон · b1 чёрный слон · h1 белый король | b8 чёрная ладья · a7 чёрный слон · c7 чёрная пешка · d7 белая ладья · f7 чёрная пешка · a5 чёрный конь · c5 чёрная ладья · e5 чёрный король · f5 чёрная пешка · h5 белый конь · c4 чёрная пешка · f4 белый конь · c3 чёрная пешка · f3 белая пешка · g3 белый слон · b1 чёрный слон · h1 белый король | 8 |
| 7 | b8 чёрная ладья · a7 чёрный слон · c7 чёрная пешка · d7 белая ладья · f7 чёрная пешка · a5 чёрный конь · c5 чёрная ладья · e5 чёрный король · f5 чёрная пешка · h5 белый конь · c4 чёрная пешка · f4 белый конь · c3 чёрная пешка · f3 белая пешка · g3 белый слон · b1 чёрный слон · h1 белый король | b8 чёрная ладья · a7 чёрный слон · c7 чёрная пешка · d7 белая ладья · f7 чёрная пешка · a5 чёрный конь · c5 чёрная ладья · e5 чёрный король · f5 чёрная пешка · h5 белый конь · c4 чёрная пешка · f4 белый конь · c3 чёрная пешка · f3 белая пешка · g3 белый слон · b1 чёрный слон · h1 белый король | b8 чёрная ладья · a7 чёрный слон · c7 чёрная пешка · d7 белая ладья · f7 чёрная пешка · a5 чёрный конь · c5 чёрная ладья · e5 чёрный король · f5 чёрная пешка · h5 белый конь · c4 чёрная пешка · f4 белый конь · c3 чёрная пешка · f3 белая пешка · g3 белый слон · b1 чёрный слон · h1 белый король | b8 чёрная ладья · a7 чёрный слон · c7 чёрная пешка · d7 белая ладья · f7 чёрная пешка · a5 чёрный конь · c5 чёрная ладья · e5 чёрный король · f5 чёрная пешка · h5 белый конь · c4 чёрная пешка · f4 белый конь · c3 чёрная пешка · f3 белая пешка · g3 белый слон · b1 чёрный слон · h1 белый король | b8 чёрная ладья · a7 чёрный слон · c7 чёрная пешка · d7 белая ладья · f7 чёрная пешка · a5 чёрный конь · c5 чёрная ладья · e5 чёрный король · f5 чёрная пешка · h5 белый конь · c4 чёрная пешка · f4 белый конь · c3 чёрная пешка · f3 белая пешка · g3 белый слон · b1 чёрный слон · h1 белый король | b8 чёрная ладья · a7 чёрный слон · c7 чёрная пешка · d7 белая ладья · f7 чёрная пешка · a5 чёрный конь · c5 чёрная ладья · e5 чёрный король · f5 чёрная пешка · h5 белый конь · c4 чёрная пешка · f4 белый конь · c3 чёрная пешка · f3 белая пешка · g3 белый слон · b1 чёрный слон · h1 белый король | b8 чёрная ладья · a7 чёрный слон · c7 чёрная пешка · d7 белая ладья · f7 чёрная пешка · a5 чёрный конь · c5 чёрная ладья · e5 чёрный король · f5 чёрная пешка · h5 белый конь · c4 чёрная пешка · f4 белый конь · c3 чёрная пешка · f3 белая пешка · g3 белый слон · b1 чёрный слон · h1 белый король | b8 чёрная ладья · a7 чёрный слон · c7 чёрная пешка · d7 белая ладья · f7 чёрная пешка · a5 чёрный конь · c5 чёрная ладья · e5 чёрный король · f5 чёрная пешка · h5 белый конь · c4 чёрная пешка · f4 белый конь · c3 чёрная пешка · f3 белая пешка · g3 белый слон · b1 чёрный слон · h1 белый король | 7 |
| 6 | b8 чёрная ладья · a7 чёрный слон · c7 чёрная пешка · d7 белая ладья · f7 чёрная пешка · a5 чёрный конь · c5 чёрная ладья · e5 чёрный король · f5 чёрная пешка · h5 белый конь · c4 чёрная пешка · f4 белый конь · c3 чёрная пешка · f3 белая пешка · g3 белый слон · b1 чёрный слон · h1 белый король | b8 чёрная ладья · a7 чёрный слон · c7 чёрная пешка · d7 белая ладья · f7 чёрная пешка · a5 чёрный конь · c5 чёрная ладья · e5 чёрный король · f5 чёрная пешка · h5 белый конь · c4 чёрная пешка · f4 белый конь · c3 чёрная пешка · f3 белая пешка · g3 белый слон · b1 чёрный слон · h1 белый король | b8 чёрная ладья · a7 чёрный слон · c7 чёрная пешка · d7 белая ладья · f7 чёрная пешка · a5 чёрный конь · c5 чёрная ладья · e5 чёрный король · f5 чёрная пешка · h5 белый конь · c4 чёрная пешка · f4 белый конь · c3 чёрная пешка · f3 белая пешка · g3 белый слон · b1 чёрный слон · h1 белый король | b8 чёрная ладья · a7 чёрный слон · c7 чёрная пешка · d7 белая ладья · f7 чёрная пешка · a5 чёрный конь · c5 чёрная ладья · e5 чёрный король · f5 чёрная пешка · h5 белый конь · c4 чёрная пешка · f4 белый конь · c3 чёрная пешка · f3 белая пешка · g3 белый слон · b1 чёрный слон · h1 белый король | b8 чёрная ладья · a7 чёрный слон · c7 чёрная пешка · d7 белая ладья · f7 чёрная пешка · a5 чёрный конь · c5 чёрная ладья · e5 чёрный король · f5 чёрная пешка · h5 белый конь · c4 чёрная пешка · f4 белый конь · c3 чёрная пешка · f3 белая пешка · g3 белый слон · b1 чёрный слон · h1 белый король | b8 чёрная ладья · a7 чёрный слон · c7 чёрная пешка · d7 белая ладья · f7 чёрная пешка · a5 чёрный конь · c5 чёрная ладья · e5 чёрный король · f5 чёрная пешка · h5 белый конь · c4 чёрная пешка · f4 белый конь · c3 чёрная пешка · f3 белая пешка · g3 белый слон · b1 чёрный слон · h1 белый король | b8 чёрная ладья · a7 чёрный слон · c7 чёрная пешка · d7 белая ладья · f7 чёрная пешка · a5 чёрный конь · c5 чёрная ладья · e5 чёрный король · f5 чёрная пешка · h5 белый конь · c4 чёрная пешка · f4 белый конь · c3 чёрная пешка · f3 белая пешка · g3 белый слон · b1 чёрный слон · h1 белый король | b8 чёрная ладья · a7 чёрный слон · c7 чёрная пешка · d7 белая ладья · f7 чёрная пешка · a5 чёрный конь · c5 чёрная ладья · e5 чёрный король · f5 чёрная пешка · h5 белый конь · c4 чёрная пешка · f4 белый конь · c3 чёрная пешка · f3 белая пешка · g3 белый слон · b1 чёрный слон · h1 белый король | 6 |
| 5 | b8 чёрная ладья · a7 чёрный слон · c7 чёрная пешка · d7 белая ладья · f7 чёрная пешка · a5 чёрный конь · c5 чёрная ладья · e5 чёрный король · f5 чёрная пешка · h5 белый конь · c4 чёрная пешка · f4 белый конь · c3 чёрная пешка · f3 белая пешка · g3 белый слон · b1 чёрный слон · h1 белый король | b8 чёрная ладья · a7 чёрный слон · c7 чёрная пешка · d7 белая ладья · f7 чёрная пешка · a5 чёрный конь · c5 чёрная ладья · e5 чёрный король · f5 чёрная пешка · h5 белый конь · c4 чёрная пешка · f4 белый конь · c3 чёрная пешка · f3 белая пешка · g3 белый слон · b1 чёрный слон · h1 белый король | b8 чёрная ладья · a7 чёрный слон · c7 чёрная пешка · d7 белая ладья · f7 чёрная пешка · a5 чёрный конь · c5 чёрная ладья · e5 чёрный король · f5 чёрная пешка · h5 белый конь · c4 чёрная пешка · f4 белый конь · c3 чёрная пешка · f3 белая пешка · g3 белый слон · b1 чёрный слон · h1 белый король | b8 чёрная ладья · a7 чёрный слон · c7 чёрная пешка · d7 белая ладья · f7 чёрная пешка · a5 чёрный конь · c5 чёрная ладья · e5 чёрный король · f5 чёрная пешка · h5 белый конь · c4 чёрная пешка · f4 белый конь · c3 чёрная пешка · f3 белая пешка · g3 белый слон · b1 чёрный слон · h1 белый король | b8 чёрная ладья · a7 чёрный слон · c7 чёрная пешка · d7 белая ладья · f7 чёрная пешка · a5 чёрный конь · c5 чёрная ладья · e5 чёрный король · f5 чёрная пешка · h5 белый конь · c4 чёрная пешка · f4 белый конь · c3 чёрная пешка · f3 белая пешка · g3 белый слон · b1 чёрный слон · h1 белый король | b8 чёрная ладья · a7 чёрный слон · c7 чёрная пешка · d7 белая ладья · f7 чёрная пешка · a5 чёрный конь · c5 чёрная ладья · e5 чёрный король · f5 чёрная пешка · h5 белый конь · c4 чёрная пешка · f4 белый конь · c3 чёрная пешка · f3 белая пешка · g3 белый слон · b1 чёрный слон · h1 белый король | b8 чёрная ладья · a7 чёрный слон · c7 чёрная пешка · d7 белая ладья · f7 чёрная пешка · a5 чёрный конь · c5 чёрная ладья · e5 чёрный король · f5 чёрная пешка · h5 белый конь · c4 чёрная пешка · f4 белый конь · c3 чёрная пешка · f3 белая пешка · g3 белый слон · b1 чёрный слон · h1 белый король | b8 чёрная ладья · a7 чёрный слон · c7 чёрная пешка · d7 белая ладья · f7 чёрная пешка · a5 чёрный конь · c5 чёрная ладья · e5 чёрный король · f5 чёрная пешка · h5 белый конь · c4 чёрная пешка · f4 белый конь · c3 чёрная пешка · f3 белая пешка · g3 белый слон · b1 чёрный слон · h1 белый король | 5 |
| 4 | b8 чёрная ладья · a7 чёрный слон · c7 чёрная пешка · d7 белая ладья · f7 чёрная пешка · a5 чёрный конь · c5 чёрная ладья · e5 чёрный король · f5 чёрная пешка · h5 белый конь · c4 чёрная пешка · f4 белый конь · c3 чёрная пешка · f3 белая пешка · g3 белый слон · b1 чёрный слон · h1 белый король | b8 чёрная ладья · a7 чёрный слон · c7 чёрная пешка · d7 белая ладья · f7 чёрная пешка · a5 чёрный конь · c5 чёрная ладья · e5 чёрный король · f5 чёрная пешка · h5 белый конь · c4 чёрная пешка · f4 белый конь · c3 чёрная пешка · f3 белая пешка · g3 белый слон · b1 чёрный слон · h1 белый король | b8 чёрная ладья · a7 чёрный слон · c7 чёрная пешка · d7 белая ладья · f7 чёрная пешка · a5 чёрный конь · c5 чёрная ладья · e5 чёрный король · f5 чёрная пешка · h5 белый конь · c4 чёрная пешка · f4 белый конь · c3 чёрная пешка · f3 белая пешка · g3 белый слон · b1 чёрный слон · h1 белый король | b8 чёрная ладья · a7 чёрный слон · c7 чёрная пешка · d7 белая ладья · f7 чёрная пешка · a5 чёрный конь · c5 чёрная ладья · e5 чёрный король · f5 чёрная пешка · h5 белый конь · c4 чёрная пешка · f4 белый конь · c3 чёрная пешка · f3 белая пешка · g3 белый слон · b1 чёрный слон · h1 белый король | b8 чёрная ладья · a7 чёрный слон · c7 чёрная пешка · d7 белая ладья · f7 чёрная пешка · a5 чёрный конь · c5 чёрная ладья · e5 чёрный король · f5 чёрная пешка · h5 белый конь · c4 чёрная пешка · f4 белый конь · c3 чёрная пешка · f3 белая пешка · g3 белый слон · b1 чёрный слон · h1 белый король | b8 чёрная ладья · a7 чёрный слон · c7 чёрная пешка · d7 белая ладья · f7 чёрная пешка · a5 чёрный конь · c5 чёрная ладья · e5 чёрный король · f5 чёрная пешка · h5 белый конь · c4 чёрная пешка · f4 белый конь · c3 чёрная пешка · f3 белая пешка · g3 белый слон · b1 чёрный слон · h1 белый король | b8 чёрная ладья · a7 чёрный слон · c7 чёрная пешка · d7 белая ладья · f7 чёрная пешка · a5 чёрный конь · c5 чёрная ладья · e5 чёрный король · f5 чёрная пешка · h5 белый конь · c4 чёрная пешка · f4 белый конь · c3 чёрная пешка · f3 белая пешка · g3 белый слон · b1 чёрный слон · h1 белый король | b8 чёрная ладья · a7 чёрный слон · c7 чёрная пешка · d7 белая ладья · f7 чёрная пешка · a5 чёрный конь · c5 чёрная ладья · e5 чёрный король · f5 чёрная пешка · h5 белый конь · c4 чёрная пешка · f4 белый конь · c3 чёрная пешка · f3 белая пешка · g3 белый слон · b1 чёрный слон · h1 белый король | 4 |
| 3 | b8 чёрная ладья · a7 чёрный слон · c7 чёрная пешка · d7 белая ладья · f7 чёрная пешка · a5 чёрный конь · c5 чёрная ладья · e5 чёрный король · f5 чёрная пешка · h5 белый конь · c4 чёрная пешка · f4 белый конь · c3 чёрная пешка · f3 белая пешка · g3 белый слон · b1 чёрный слон · h1 белый король | b8 чёрная ладья · a7 чёрный слон · c7 чёрная пешка · d7 белая ладья · f7 чёрная пешка · a5 чёрный конь · c5 чёрная ладья · e5 чёрный король · f5 чёрная пешка · h5 белый конь · c4 чёрная пешка · f4 белый конь · c3 чёрная пешка · f3 белая пешка · g3 белый слон · b1 чёрный слон · h1 белый король | b8 чёрная ладья · a7 чёрный слон · c7 чёрная пешка · d7 белая ладья · f7 чёрная пешка · a5 чёрный конь · c5 чёрная ладья · e5 чёрный король · f5 чёрная пешка · h5 белый конь · c4 чёрная пешка · f4 белый конь · c3 чёрная пешка · f3 белая пешка · g3 белый слон · b1 чёрный слон · h1 белый король | b8 чёрная ладья · a7 чёрный слон · c7 чёрная пешка · d7 белая ладья · f7 чёрная пешка · a5 чёрный конь · c5 чёрная ладья · e5 чёрный король · f5 чёрная пешка · h5 белый конь · c4 чёрная пешка · f4 белый конь · c3 чёрная пешка · f3 белая пешка · g3 белый слон · b1 чёрный слон · h1 белый король | b8 чёрная ладья · a7 чёрный слон · c7 чёрная пешка · d7 белая ладья · f7 чёрная пешка · a5 чёрный конь · c5 чёрная ладья · e5 чёрный король · f5 чёрная пешка · h5 белый конь · c4 чёрная пешка · f4 белый конь · c3 чёрная пешка · f3 белая пешка · g3 белый слон · b1 чёрный слон · h1 белый король | b8 чёрная ладья · a7 чёрный слон · c7 чёрная пешка · d7 белая ладья · f7 чёрная пешка · a5 чёрный конь · c5 чёрная ладья · e5 чёрный король · f5 чёрная пешка · h5 белый конь · c4 чёрная пешка · f4 белый конь · c3 чёрная пешка · f3 белая пешка · g3 белый слон · b1 чёрный слон · h1 белый король | b8 чёрная ладья · a7 чёрный слон · c7 чёрная пешка · d7 белая ладья · f7 чёрная пешка · a5 чёрный конь · c5 чёрная ладья · e5 чёрный король · f5 чёрная пешка · h5 белый конь · c4 чёрная пешка · f4 белый конь · c3 чёрная пешка · f3 белая пешка · g3 белый слон · b1 чёрный слон · h1 белый король | b8 чёрная ладья · a7 чёрный слон · c7 чёрная пешка · d7 белая ладья · f7 чёрная пешка · a5 чёрный конь · c5 чёрная ладья · e5 чёрный король · f5 чёрная пешка · h5 белый конь · c4 чёрная пешка · f4 белый конь · c3 чёрная пешка · f3 белая пешка · g3 белый слон · b1 чёрный слон · h1 белый король | 3 |
| 2 | b8 чёрная ладья · a7 чёрный слон · c7 чёрная пешка · d7 белая ладья · f7 чёрная пешка · a5 чёрный конь · c5 чёрная ладья · e5 чёрный король · f5 чёрная пешка · h5 белый конь · c4 чёрная пешка · f4 белый конь · c3 чёрная пешка · f3 белая пешка · g3 белый слон · b1 чёрный слон · h1 белый король | b8 чёрная ладья · a7 чёрный слон · c7 чёрная пешка · d7 белая ладья · f7 чёрная пешка · a5 чёрный конь · c5 чёрная ладья · e5 чёрный король · f5 чёрная пешка · h5 белый конь · c4 чёрная пешка · f4 белый конь · c3 чёрная пешка · f3 белая пешка · g3 белый слон · b1 чёрный слон · h1 белый король | b8 чёрная ладья · a7 чёрный слон · c7 чёрная пешка · d7 белая ладья · f7 чёрная пешка · a5 чёрный конь · c5 чёрная ладья · e5 чёрный король · f5 чёрная пешка · h5 белый конь · c4 чёрная пешка · f4 белый конь · c3 чёрная пешка · f3 белая пешка · g3 белый слон · b1 чёрный слон · h1 белый король | b8 чёрная ладья · a7 чёрный слон · c7 чёрная пешка · d7 белая ладья · f7 чёрная пешка · a5 чёрный конь · c5 чёрная ладья · e5 чёрный король · f5 чёрная пешка · h5 белый конь · c4 чёрная пешка · f4 белый конь · c3 чёрная пешка · f3 белая пешка · g3 белый слон · b1 чёрный слон · h1 белый король | b8 чёрная ладья · a7 чёрный слон · c7 чёрная пешка · d7 белая ладья · f7 чёрная пешка · a5 чёрный конь · c5 чёрная ладья · e5 чёрный король · f5 чёрная пешка · h5 белый конь · c4 чёрная пешка · f4 белый конь · c3 чёрная пешка · f3 белая пешка · g3 белый слон · b1 чёрный слон · h1 белый король | b8 чёрная ладья · a7 чёрный слон · c7 чёрная пешка · d7 белая ладья · f7 чёрная пешка · a5 чёрный конь · c5 чёрная ладья · e5 чёрный король · f5 чёрная пешка · h5 белый конь · c4 чёрная пешка · f4 белый конь · c3 чёрная пешка · f3 белая пешка · g3 белый слон · b1 чёрный слон · h1 белый король | b8 чёрная ладья · a7 чёрный слон · c7 чёрная пешка · d7 белая ладья · f7 чёрная пешка · a5 чёрный конь · c5 чёрная ладья · e5 чёрный король · f5 чёрная пешка · h5 белый конь · c4 чёрная пешка · f4 белый конь · c3 чёрная пешка · f3 белая пешка · g3 белый слон · b1 чёрный слон · h1 белый король | b8 чёрная ладья · a7 чёрный слон · c7 чёрная пешка · d7 белая ладья · f7 чёрная пешка · a5 чёрный конь · c5 чёрная ладья · e5 чёрный король · f5 чёрная пешка · h5 белый конь · c4 чёрная пешка · f4 белый конь · c3 чёрная пешка · f3 белая пешка · g3 белый слон · b1 чёрный слон · h1 белый король | 2 |
| 1 | b8 чёрная ладья · a7 чёрный слон · c7 чёрная пешка · d7 белая ладья · f7 чёрная пешка · a5 чёрный конь · c5 чёрная ладья · e5 чёрный король · f5 чёрная пешка · h5 белый конь · c4 чёрная пешка · f4 белый конь · c3 чёрная пешка · f3 белая пешка · g3 белый слон · b1 чёрный слон · h1 белый король | b8 чёрная ладья · a7 чёрный слон · c7 чёрная пешка · d7 белая ладья · f7 чёрная пешка · a5 чёрный конь · c5 чёрная ладья · e5 чёрный король · f5 чёрная пешка · h5 белый конь · c4 чёрная пешка · f4 белый конь · c3 чёрная пешка · f3 белая пешка · g3 белый слон · b1 чёрный слон · h1 белый король | b8 чёрная ладья · a7 чёрный слон · c7 чёрная пешка · d7 белая ладья · f7 чёрная пешка · a5 чёрный конь · c5 чёрная ладья · e5 чёрный король · f5 чёрная пешка · h5 белый конь · c4 чёрная пешка · f4 белый конь · c3 чёрная пешка · f3 белая пешка · g3 белый слон · b1 чёрный слон · h1 белый король | b8 чёрная ладья · a7 чёрный слон · c7 чёрная пешка · d7 белая ладья · f7 чёрная пешка · a5 чёрный конь · c5 чёрная ладья · e5 чёрный король · f5 чёрная пешка · h5 белый конь · c4 чёрная пешка · f4 белый конь · c3 чёрная пешка · f3 белая пешка · g3 белый слон · b1 чёрный слон · h1 белый король | b8 чёрная ладья · a7 чёрный слон · c7 чёрная пешка · d7 белая ладья · f7 чёрная пешка · a5 чёрный конь · c5 чёрная ладья · e5 чёрный король · f5 чёрная пешка · h5 белый конь · c4 чёрная пешка · f4 белый конь · c3 чёрная пешка · f3 белая пешка · g3 белый слон · b1 чёрный слон · h1 белый король | b8 чёрная ладья · a7 чёрный слон · c7 чёрная пешка · d7 белая ладья · f7 чёрная пешка · a5 чёрный конь · c5 чёрная ладья · e5 чёрный король · f5 чёрная пешка · h5 белый конь · c4 чёрная пешка · f4 белый конь · c3 чёрная пешка · f3 белая пешка · g3 белый слон · b1 чёрный слон · h1 белый король | b8 чёрная ладья · a7 чёрный слон · c7 чёрная пешка · d7 белая ладья · f7 чёрная пешка · a5 чёрный конь · c5 чёрная ладья · e5 чёрный король · f5 чёрная пешка · h5 белый конь · c4 чёрная пешка · f4 белый конь · c3 чёрная пешка · f3 белая пешка · g3 белый слон · b1 чёрный слон · h1 белый король | b8 чёрная ладья · a7 чёрный слон · c7 чёрная пешка · d7 белая ладья · f7 чёрная пешка · a5 чёрный конь · c5 чёрная ладья · e5 чёрный король · f5 чёрная пешка · h5 белый конь · c4 чёрная пешка · f4 белый конь · c3 чёрная пешка · f3 белая пешка · g3 белый слон · b1 чёрный слон · h1 белый король | 1 |
|   | a | b | c | d | e | f | g | h |   |

Тематические ложные следы: 

1.Ch4? Лb6! и 1.Cf2? Лcb5 2.Ch4 Л8b6! 

Белые, вызывая критический ход ладьи b6 — 1.Ce1! (~ 2.С:с3х) 1…Лb3, 

затем её перекрытие другой ладьёй — 2.Cf2! Лcb5,
проводят главный план — 3.Ch4! Лb6 4.Лd5# 

Задача опубликована на год раньше задачи О. Вюрцбурга, где перекрытие тематических фигур носит взаимный характер (см. Вюрцбурга — Плахутты тема).

## Примечательные партии

### Гольцгаузен —Тарраш
|   | a | b | c | d | e | f | g | h |   |
| - | --- | --- | --- | --- | --- | --- | --- | --- | - |
| 8 | a8 чёрная ладья · c8 чёрный слон · d8 чёрный ферзь · e8 чёрная ладья · g8 чёрный король · a7 чёрная пешка · b7 чёрная пешка · c7 чёрная пешка · d7 чёрный конь · e7 чёрный слон · f7 чёрная пешка · g7 чёрная пешка · h7 чёрная пешка · c6 чёрный конь · d6 чёрная пешка · c4 белый слон · d4 белый конь · e4 белая пешка · c3 белый конь · h3 белая пешка · a2 белая пешка · b2 белая пешка · c2 белая пешка · f2 белая пешка · g2 белая пешка · a1 белая ладья · c1 белый слон · d1 белый ферзь · e1 белая ладья · g1 белый король | a8 чёрная ладья · c8 чёрный слон · d8 чёрный ферзь · e8 чёрная ладья · g8 чёрный король · a7 чёрная пешка · b7 чёрная пешка · c7 чёрная пешка · d7 чёрный конь · e7 чёрный слон · f7 чёрная пешка · g7 чёрная пешка · h7 чёрная пешка · c6 чёрный конь · d6 чёрная пешка · c4 белый слон · d4 белый конь · e4 белая пешка · c3 белый конь · h3 белая пешка · a2 белая пешка · b2 белая пешка · c2 белая пешка · f2 белая пешка · g2 белая пешка · a1 белая ладья · c1 белый слон · d1 белый ферзь · e1 белая ладья · g1 белый король | a8 чёрная ладья · c8 чёрный слон · d8 чёрный ферзь · e8 чёрная ладья · g8 чёрный король · a7 чёрная пешка · b7 чёрная пешка · c7 чёрная пешка · d7 чёрный конь · e7 чёрный слон · f7 чёрная пешка · g7 чёрная пешка · h7 чёрная пешка · c6 чёрный конь · d6 чёрная пешка · c4 белый слон · d4 белый конь · e4 белая пешка · c3 белый конь · h3 белая пешка · a2 белая пешка · b2 белая пешка · c2 белая пешка · f2 белая пешка · g2 белая пешка · a1 белая ладья · c1 белый слон · d1 белый ферзь · e1 белая ладья · g1 белый король | a8 чёрная ладья · c8 чёрный слон · d8 чёрный ферзь · e8 чёрная ладья · g8 чёрный король · a7 чёрная пешка · b7 чёрная пешка · c7 чёрная пешка · d7 чёрный конь · e7 чёрный слон · f7 чёрная пешка · g7 чёрная пешка · h7 чёрная пешка · c6 чёрный конь · d6 чёрная пешка · c4 белый слон · d4 белый конь · e4 белая пешка · c3 белый конь · h3 белая пешка · a2 белая пешка · b2 белая пешка · c2 белая пешка · f2 белая пешка · g2 белая пешка · a1 белая ладья · c1 белый слон · d1 белый ферзь · e1 белая ладья · g1 белый король | a8 чёрная ладья · c8 чёрный слон · d8 чёрный ферзь · e8 чёрная ладья · g8 чёрный король · a7 чёрная пешка · b7 чёрная пешка · c7 чёрная пешка · d7 чёрный конь · e7 чёрный слон · f7 чёрная пешка · g7 чёрная пешка · h7 чёрная пешка · c6 чёрный конь · d6 чёрная пешка · c4 белый слон · d4 белый конь · e4 белая пешка · c3 белый конь · h3 белая пешка · a2 белая пешка · b2 белая пешка · c2 белая пешка · f2 белая пешка · g2 белая пешка · a1 белая ладья · c1 белый слон · d1 белый ферзь · e1 белая ладья · g1 белый король | a8 чёрная ладья · c8 чёрный слон · d8 чёрный ферзь · e8 чёрная ладья · g8 чёрный король · a7 чёрная пешка · b7 чёрная пешка · c7 чёрная пешка · d7 чёрный конь · e7 чёрный слон · f7 чёрная пешка · g7 чёрная пешка · h7 чёрная пешка · c6 чёрный конь · d6 чёрная пешка · c4 белый слон · d4 белый конь · e4 белая пешка · c3 белый конь · h3 белая пешка · a2 белая пешка · b2 белая пешка · c2 белая пешка · f2 белая пешка · g2 белая пешка · a1 белая ладья · c1 белый слон · d1 белый ферзь · e1 белая ладья · g1 белый король | a8 чёрная ладья · c8 чёрный слон · d8 чёрный ферзь · e8 чёрная ладья · g8 чёрный король · a7 чёрная пешка · b7 чёрная пешка · c7 чёрная пешка · d7 чёрный конь · e7 чёрный слон · f7 чёрная пешка · g7 чёрная пешка · h7 чёрная пешка · c6 чёрный конь · d6 чёрная пешка · c4 белый слон · d4 белый конь · e4 белая пешка · c3 белый конь · h3 белая пешка · a2 белая пешка · b2 белая пешка · c2 белая пешка · f2 белая пешка · g2 белая пешка · a1 белая ладья · c1 белый слон · d1 белый ферзь · e1 белая ладья · g1 белый король | a8 чёрная ладья · c8 чёрный слон · d8 чёрный ферзь · e8 чёрная ладья · g8 чёрный король · a7 чёрная пешка · b7 чёрная пешка · c7 чёрная пешка · d7 чёрный конь · e7 чёрный слон · f7 чёрная пешка · g7 чёрная пешка · h7 чёрная пешка · c6 чёрный конь · d6 чёрная пешка · c4 белый слон · d4 белый конь · e4 белая пешка · c3 белый конь · h3 белая пешка · a2 белая пешка · b2 белая пешка · c2 белая пешка · f2 белая пешка · g2 белая пешка · a1 белая ладья · c1 белый слон · d1 белый ферзь · e1 белая ладья · g1 белый король | 8 |
| 7 | a8 чёрная ладья · c8 чёрный слон · d8 чёрный ферзь · e8 чёрная ладья · g8 чёрный король · a7 чёрная пешка · b7 чёрная пешка · c7 чёрная пешка · d7 чёрный конь · e7 чёрный слон · f7 чёрная пешка · g7 чёрная пешка · h7 чёрная пешка · c6 чёрный конь · d6 чёрная пешка · c4 белый слон · d4 белый конь · e4 белая пешка · c3 белый конь · h3 белая пешка · a2 белая пешка · b2 белая пешка · c2 белая пешка · f2 белая пешка · g2 белая пешка · a1 белая ладья · c1 белый слон · d1 белый ферзь · e1 белая ладья · g1 белый король | a8 чёрная ладья · c8 чёрный слон · d8 чёрный ферзь · e8 чёрная ладья · g8 чёрный король · a7 чёрная пешка · b7 чёрная пешка · c7 чёрная пешка · d7 чёрный конь · e7 чёрный слон · f7 чёрная пешка · g7 чёрная пешка · h7 чёрная пешка · c6 чёрный конь · d6 чёрная пешка · c4 белый слон · d4 белый конь · e4 белая пешка · c3 белый конь · h3 белая пешка · a2 белая пешка · b2 белая пешка · c2 белая пешка · f2 белая пешка · g2 белая пешка · a1 белая ладья · c1 белый слон · d1 белый ферзь · e1 белая ладья · g1 белый король | a8 чёрная ладья · c8 чёрный слон · d8 чёрный ферзь · e8 чёрная ладья · g8 чёрный король · a7 чёрная пешка · b7 чёрная пешка · c7 чёрная пешка · d7 чёрный конь · e7 чёрный слон · f7 чёрная пешка · g7 чёрная пешка · h7 чёрная пешка · c6 чёрный конь · d6 чёрная пешка · c4 белый слон · d4 белый конь · e4 белая пешка · c3 белый конь · h3 белая пешка · a2 белая пешка · b2 белая пешка · c2 белая пешка · f2 белая пешка · g2 белая пешка · a1 белая ладья · c1 белый слон · d1 белый ферзь · e1 белая ладья · g1 белый король | a8 чёрная ладья · c8 чёрный слон · d8 чёрный ферзь · e8 чёрная ладья · g8 чёрный король · a7 чёрная пешка · b7 чёрная пешка · c7 чёрная пешка · d7 чёрный конь · e7 чёрный слон · f7 чёрная пешка · g7 чёрная пешка · h7 чёрная пешка · c6 чёрный конь · d6 чёрная пешка · c4 белый слон · d4 белый конь · e4 белая пешка · c3 белый конь · h3 белая пешка · a2 белая пешка · b2 белая пешка · c2 белая пешка · f2 белая пешка · g2 белая пешка · a1 белая ладья · c1 белый слон · d1 белый ферзь · e1 белая ладья · g1 белый король | a8 чёрная ладья · c8 чёрный слон · d8 чёрный ферзь · e8 чёрная ладья · g8 чёрный король · a7 чёрная пешка · b7 чёрная пешка · c7 чёрная пешка · d7 чёрный конь · e7 чёрный слон · f7 чёрная пешка · g7 чёрная пешка · h7 чёрная пешка · c6 чёрный конь · d6 чёрная пешка · c4 белый слон · d4 белый конь · e4 белая пешка · c3 белый конь · h3 белая пешка · a2 белая пешка · b2 белая пешка · c2 белая пешка · f2 белая пешка · g2 белая пешка · a1 белая ладья · c1 белый слон · d1 белый ферзь · e1 белая ладья · g1 белый король | a8 чёрная ладья · c8 чёрный слон · d8 чёрный ферзь · e8 чёрная ладья · g8 чёрный король · a7 чёрная пешка · b7 чёрная пешка · c7 чёрная пешка · d7 чёрный конь · e7 чёрный слон · f7 чёрная пешка · g7 чёрная пешка · h7 чёрная пешка · c6 чёрный конь · d6 чёрная пешка · c4 белый слон · d4 белый конь · e4 белая пешка · c3 белый конь · h3 белая пешка · a2 белая пешка · b2 белая пешка · c2 белая пешка · f2 белая пешка · g2 белая пешка · a1 белая ладья · c1 белый слон · d1 белый ферзь · e1 белая ладья · g1 белый король | a8 чёрная ладья · c8 чёрный слон · d8 чёрный ферзь · e8 чёрная ладья · g8 чёрный король · a7 чёрная пешка · b7 чёрная пешка · c7 чёрная пешка · d7 чёрный конь · e7 чёрный слон · f7 чёрная пешка · g7 чёрная пешка · h7 чёрная пешка · c6 чёрный конь · d6 чёрная пешка · c4 белый слон · d4 белый конь · e4 белая пешка · c3 белый конь · h3 белая пешка · a2 белая пешка · b2 белая пешка · c2 белая пешка · f2 белая пешка · g2 белая пешка · a1 белая ладья · c1 белый слон · d1 белый ферзь · e1 белая ладья · g1 белый король | a8 чёрная ладья · c8 чёрный слон · d8 чёрный ферзь · e8 чёрная ладья · g8 чёрный король · a7 чёрная пешка · b7 чёрная пешка · c7 чёрная пешка · d7 чёрный конь · e7 чёрный слон · f7 чёрная пешка · g7 чёрная пешка · h7 чёрная пешка · c6 чёрный конь · d6 чёрная пешка · c4 белый слон · d4 белый конь · e4 белая пешка · c3 белый конь · h3 белая пешка · a2 белая пешка · b2 белая пешка · c2 белая пешка · f2 белая пешка · g2 белая пешка · a1 белая ладья · c1 белый слон · d1 белый ферзь · e1 белая ладья · g1 белый король | 7 |
| 6 | a8 чёрная ладья · c8 чёрный слон · d8 чёрный ферзь · e8 чёрная ладья · g8 чёрный король · a7 чёрная пешка · b7 чёрная пешка · c7 чёрная пешка · d7 чёрный конь · e7 чёрный слон · f7 чёрная пешка · g7 чёрная пешка · h7 чёрная пешка · c6 чёрный конь · d6 чёрная пешка · c4 белый слон · d4 белый конь · e4 белая пешка · c3 белый конь · h3 белая пешка · a2 белая пешка · b2 белая пешка · c2 белая пешка · f2 белая пешка · g2 белая пешка · a1 белая ладья · c1 белый слон · d1 белый ферзь · e1 белая ладья · g1 белый король | a8 чёрная ладья · c8 чёрный слон · d8 чёрный ферзь · e8 чёрная ладья · g8 чёрный король · a7 чёрная пешка · b7 чёрная пешка · c7 чёрная пешка · d7 чёрный конь · e7 чёрный слон · f7 чёрная пешка · g7 чёрная пешка · h7 чёрная пешка · c6 чёрный конь · d6 чёрная пешка · c4 белый слон · d4 белый конь · e4 белая пешка · c3 белый конь · h3 белая пешка · a2 белая пешка · b2 белая пешка · c2 белая пешка · f2 белая пешка · g2 белая пешка · a1 белая ладья · c1 белый слон · d1 белый ферзь · e1 белая ладья · g1 белый король | a8 чёрная ладья · c8 чёрный слон · d8 чёрный ферзь · e8 чёрная ладья · g8 чёрный король · a7 чёрная пешка · b7 чёрная пешка · c7 чёрная пешка · d7 чёрный конь · e7 чёрный слон · f7 чёрная пешка · g7 чёрная пешка · h7 чёрная пешка · c6 чёрный конь · d6 чёрная пешка · c4 белый слон · d4 белый конь · e4 белая пешка · c3 белый конь · h3 белая пешка · a2 белая пешка · b2 белая пешка · c2 белая пешка · f2 белая пешка · g2 белая пешка · a1 белая ладья · c1 белый слон · d1 белый ферзь · e1 белая ладья · g1 белый король | a8 чёрная ладья · c8 чёрный слон · d8 чёрный ферзь · e8 чёрная ладья · g8 чёрный король · a7 чёрная пешка · b7 чёрная пешка · c7 чёрная пешка · d7 чёрный конь · e7 чёрный слон · f7 чёрная пешка · g7 чёрная пешка · h7 чёрная пешка · c6 чёрный конь · d6 чёрная пешка · c4 белый слон · d4 белый конь · e4 белая пешка · c3 белый конь · h3 белая пешка · a2 белая пешка · b2 белая пешка · c2 белая пешка · f2 белая пешка · g2 белая пешка · a1 белая ладья · c1 белый слон · d1 белый ферзь · e1 белая ладья · g1 белый король | a8 чёрная ладья · c8 чёрный слон · d8 чёрный ферзь · e8 чёрная ладья · g8 чёрный король · a7 чёрная пешка · b7 чёрная пешка · c7 чёрная пешка · d7 чёрный конь · e7 чёрный слон · f7 чёрная пешка · g7 чёрная пешка · h7 чёрная пешка · c6 чёрный конь · d6 чёрная пешка · c4 белый слон · d4 белый конь · e4 белая пешка · c3 белый конь · h3 белая пешка · a2 белая пешка · b2 белая пешка · c2 белая пешка · f2 белая пешка · g2 белая пешка · a1 белая ладья · c1 белый слон · d1 белый ферзь · e1 белая ладья · g1 белый король | a8 чёрная ладья · c8 чёрный слон · d8 чёрный ферзь · e8 чёрная ладья · g8 чёрный король · a7 чёрная пешка · b7 чёрная пешка · c7 чёрная пешка · d7 чёрный конь · e7 чёрный слон · f7 чёрная пешка · g7 чёрная пешка · h7 чёрная пешка · c6 чёрный конь · d6 чёрная пешка · c4 белый слон · d4 белый конь · e4 белая пешка · c3 белый конь · h3 белая пешка · a2 белая пешка · b2 белая пешка · c2 белая пешка · f2 белая пешка · g2 белая пешка · a1 белая ладья · c1 белый слон · d1 белый ферзь · e1 белая ладья · g1 белый король | a8 чёрная ладья · c8 чёрный слон · d8 чёрный ферзь · e8 чёрная ладья · g8 чёрный король · a7 чёрная пешка · b7 чёрная пешка · c7 чёрная пешка · d7 чёрный конь · e7 чёрный слон · f7 чёрная пешка · g7 чёрная пешка · h7 чёрная пешка · c6 чёрный конь · d6 чёрная пешка · c4 белый слон · d4 белый конь · e4 белая пешка · c3 белый конь · h3 белая пешка · a2 белая пешка · b2 белая пешка · c2 белая пешка · f2 белая пешка · g2 белая пешка · a1 белая ладья · c1 белый слон · d1 белый ферзь · e1 белая ладья · g1 белый король | a8 чёрная ладья · c8 чёрный слон · d8 чёрный ферзь · e8 чёрная ладья · g8 чёрный король · a7 чёрная пешка · b7 чёрная пешка · c7 чёрная пешка · d7 чёрный конь · e7 чёрный слон · f7 чёрная пешка · g7 чёрная пешка · h7 чёрная пешка · c6 чёрный конь · d6 чёрная пешка · c4 белый слон · d4 белый конь · e4 белая пешка · c3 белый конь · h3 белая пешка · a2 белая пешка · b2 белая пешка · c2 белая пешка · f2 белая пешка · g2 белая пешка · a1 белая ладья · c1 белый слон · d1 белый ферзь · e1 белая ладья · g1 белый король | 6 |
| 5 | a8 чёрная ладья · c8 чёрный слон · d8 чёрный ферзь · e8 чёрная ладья · g8 чёрный король · a7 чёрная пешка · b7 чёрная пешка · c7 чёрная пешка · d7 чёрный конь · e7 чёрный слон · f7 чёрная пешка · g7 чёрная пешка · h7 чёрная пешка · c6 чёрный конь · d6 чёрная пешка · c4 белый слон · d4 белый конь · e4 белая пешка · c3 белый конь · h3 белая пешка · a2 белая пешка · b2 белая пешка · c2 белая пешка · f2 белая пешка · g2 белая пешка · a1 белая ладья · c1 белый слон · d1 белый ферзь · e1 белая ладья · g1 белый король | a8 чёрная ладья · c8 чёрный слон · d8 чёрный ферзь · e8 чёрная ладья · g8 чёрный король · a7 чёрная пешка · b7 чёрная пешка · c7 чёрная пешка · d7 чёрный конь · e7 чёрный слон · f7 чёрная пешка · g7 чёрная пешка · h7 чёрная пешка · c6 чёрный конь · d6 чёрная пешка · c4 белый слон · d4 белый конь · e4 белая пешка · c3 белый конь · h3 белая пешка · a2 белая пешка · b2 белая пешка · c2 белая пешка · f2 белая пешка · g2 белая пешка · a1 белая ладья · c1 белый слон · d1 белый ферзь · e1 белая ладья · g1 белый король | a8 чёрная ладья · c8 чёрный слон · d8 чёрный ферзь · e8 чёрная ладья · g8 чёрный король · a7 чёрная пешка · b7 чёрная пешка · c7 чёрная пешка · d7 чёрный конь · e7 чёрный слон · f7 чёрная пешка · g7 чёрная пешка · h7 чёрная пешка · c6 чёрный конь · d6 чёрная пешка · c4 белый слон · d4 белый конь · e4 белая пешка · c3 белый конь · h3 белая пешка · a2 белая пешка · b2 белая пешка · c2 белая пешка · f2 белая пешка · g2 белая пешка · a1 белая ладья · c1 белый слон · d1 белый ферзь · e1 белая ладья · g1 белый король | a8 чёрная ладья · c8 чёрный слон · d8 чёрный ферзь · e8 чёрная ладья · g8 чёрный король · a7 чёрная пешка · b7 чёрная пешка · c7 чёрная пешка · d7 чёрный конь · e7 чёрный слон · f7 чёрная пешка · g7 чёрная пешка · h7 чёрная пешка · c6 чёрный конь · d6 чёрная пешка · c4 белый слон · d4 белый конь · e4 белая пешка · c3 белый конь · h3 белая пешка · a2 белая пешка · b2 белая пешка · c2 белая пешка · f2 белая пешка · g2 белая пешка · a1 белая ладья · c1 белый слон · d1 белый ферзь · e1 белая ладья · g1 белый король | a8 чёрная ладья · c8 чёрный слон · d8 чёрный ферзь · e8 чёрная ладья · g8 чёрный король · a7 чёрная пешка · b7 чёрная пешка · c7 чёрная пешка · d7 чёрный конь · e7 чёрный слон · f7 чёрная пешка · g7 чёрная пешка · h7 чёрная пешка · c6 чёрный конь · d6 чёрная пешка · c4 белый слон · d4 белый конь · e4 белая пешка · c3 белый конь · h3 белая пешка · a2 белая пешка · b2 белая пешка · c2 белая пешка · f2 белая пешка · g2 белая пешка · a1 белая ладья · c1 белый слон · d1 белый ферзь · e1 белая ладья · g1 белый король | a8 чёрная ладья · c8 чёрный слон · d8 чёрный ферзь · e8 чёрная ладья · g8 чёрный король · a7 чёрная пешка · b7 чёрная пешка · c7 чёрная пешка · d7 чёрный конь · e7 чёрный слон · f7 чёрная пешка · g7 чёрная пешка · h7 чёрная пешка · c6 чёрный конь · d6 чёрная пешка · c4 белый слон · d4 белый конь · e4 белая пешка · c3 белый конь · h3 белая пешка · a2 белая пешка · b2 белая пешка · c2 белая пешка · f2 белая пешка · g2 белая пешка · a1 белая ладья · c1 белый слон · d1 белый ферзь · e1 белая ладья · g1 белый король | a8 чёрная ладья · c8 чёрный слон · d8 чёрный ферзь · e8 чёрная ладья · g8 чёрный король · a7 чёрная пешка · b7 чёрная пешка · c7 чёрная пешка · d7 чёрный конь · e7 чёрный слон · f7 чёрная пешка · g7 чёрная пешка · h7 чёрная пешка · c6 чёрный конь · d6 чёрная пешка · c4 белый слон · d4 белый конь · e4 белая пешка · c3 белый конь · h3 белая пешка · a2 белая пешка · b2 белая пешка · c2 белая пешка · f2 белая пешка · g2 белая пешка · a1 белая ладья · c1 белый слон · d1 белый ферзь · e1 белая ладья · g1 белый король | a8 чёрная ладья · c8 чёрный слон · d8 чёрный ферзь · e8 чёрная ладья · g8 чёрный король · a7 чёрная пешка · b7 чёрная пешка · c7 чёрная пешка · d7 чёрный конь · e7 чёрный слон · f7 чёрная пешка · g7 чёрная пешка · h7 чёрная пешка · c6 чёрный конь · d6 чёрная пешка · c4 белый слон · d4 белый конь · e4 белая пешка · c3 белый конь · h3 белая пешка · a2 белая пешка · b2 белая пешка · c2 белая пешка · f2 белая пешка · g2 белая пешка · a1 белая ладья · c1 белый слон · d1 белый ферзь · e1 белая ладья · g1 белый король | 5 |
| 4 | a8 чёрная ладья · c8 чёрный слон · d8 чёрный ферзь · e8 чёрная ладья · g8 чёрный король · a7 чёрная пешка · b7 чёрная пешка · c7 чёрная пешка · d7 чёрный конь · e7 чёрный слон · f7 чёрная пешка · g7 чёрная пешка · h7 чёрная пешка · c6 чёрный конь · d6 чёрная пешка · c4 белый слон · d4 белый конь · e4 белая пешка · c3 белый конь · h3 белая пешка · a2 белая пешка · b2 белая пешка · c2 белая пешка · f2 белая пешка · g2 белая пешка · a1 белая ладья · c1 белый слон · d1 белый ферзь · e1 белая ладья · g1 белый король | a8 чёрная ладья · c8 чёрный слон · d8 чёрный ферзь · e8 чёрная ладья · g8 чёрный король · a7 чёрная пешка · b7 чёрная пешка · c7 чёрная пешка · d7 чёрный конь · e7 чёрный слон · f7 чёрная пешка · g7 чёрная пешка · h7 чёрная пешка · c6 чёрный конь · d6 чёрная пешка · c4 белый слон · d4 белый конь · e4 белая пешка · c3 белый конь · h3 белая пешка · a2 белая пешка · b2 белая пешка · c2 белая пешка · f2 белая пешка · g2 белая пешка · a1 белая ладья · c1 белый слон · d1 белый ферзь · e1 белая ладья · g1 белый король | a8 чёрная ладья · c8 чёрный слон · d8 чёрный ферзь · e8 чёрная ладья · g8 чёрный король · a7 чёрная пешка · b7 чёрная пешка · c7 чёрная пешка · d7 чёрный конь · e7 чёрный слон · f7 чёрная пешка · g7 чёрная пешка · h7 чёрная пешка · c6 чёрный конь · d6 чёрная пешка · c4 белый слон · d4 белый конь · e4 белая пешка · c3 белый конь · h3 белая пешка · a2 белая пешка · b2 белая пешка · c2 белая пешка · f2 белая пешка · g2 белая пешка · a1 белая ладья · c1 белый слон · d1 белый ферзь · e1 белая ладья · g1 белый король | a8 чёрная ладья · c8 чёрный слон · d8 чёрный ферзь · e8 чёрная ладья · g8 чёрный король · a7 чёрная пешка · b7 чёрная пешка · c7 чёрная пешка · d7 чёрный конь · e7 чёрный слон · f7 чёрная пешка · g7 чёрная пешка · h7 чёрная пешка · c6 чёрный конь · d6 чёрная пешка · c4 белый слон · d4 белый конь · e4 белая пешка · c3 белый конь · h3 белая пешка · a2 белая пешка · b2 белая пешка · c2 белая пешка · f2 белая пешка · g2 белая пешка · a1 белая ладья · c1 белый слон · d1 белый ферзь · e1 белая ладья · g1 белый король | a8 чёрная ладья · c8 чёрный слон · d8 чёрный ферзь · e8 чёрная ладья · g8 чёрный король · a7 чёрная пешка · b7 чёрная пешка · c7 чёрная пешка · d7 чёрный конь · e7 чёрный слон · f7 чёрная пешка · g7 чёрная пешка · h7 чёрная пешка · c6 чёрный конь · d6 чёрная пешка · c4 белый слон · d4 белый конь · e4 белая пешка · c3 белый конь · h3 белая пешка · a2 белая пешка · b2 белая пешка · c2 белая пешка · f2 белая пешка · g2 белая пешка · a1 белая ладья · c1 белый слон · d1 белый ферзь · e1 белая ладья · g1 белый король | a8 чёрная ладья · c8 чёрный слон · d8 чёрный ферзь · e8 чёрная ладья · g8 чёрный король · a7 чёрная пешка · b7 чёрная пешка · c7 чёрная пешка · d7 чёрный конь · e7 чёрный слон · f7 чёрная пешка · g7 чёрная пешка · h7 чёрная пешка · c6 чёрный конь · d6 чёрная пешка · c4 белый слон · d4 белый конь · e4 белая пешка · c3 белый конь · h3 белая пешка · a2 белая пешка · b2 белая пешка · c2 белая пешка · f2 белая пешка · g2 белая пешка · a1 белая ладья · c1 белый слон · d1 белый ферзь · e1 белая ладья · g1 белый король | a8 чёрная ладья · c8 чёрный слон · d8 чёрный ферзь · e8 чёрная ладья · g8 чёрный король · a7 чёрная пешка · b7 чёрная пешка · c7 чёрная пешка · d7 чёрный конь · e7 чёрный слон · f7 чёрная пешка · g7 чёрная пешка · h7 чёрная пешка · c6 чёрный конь · d6 чёрная пешка · c4 белый слон · d4 белый конь · e4 белая пешка · c3 белый конь · h3 белая пешка · a2 белая пешка · b2 белая пешка · c2 белая пешка · f2 белая пешка · g2 белая пешка · a1 белая ладья · c1 белый слон · d1 белый ферзь · e1 белая ладья · g1 белый король | a8 чёрная ладья · c8 чёрный слон · d8 чёрный ферзь · e8 чёрная ладья · g8 чёрный король · a7 чёрная пешка · b7 чёрная пешка · c7 чёрная пешка · d7 чёрный конь · e7 чёрный слон · f7 чёрная пешка · g7 чёрная пешка · h7 чёрная пешка · c6 чёрный конь · d6 чёрная пешка · c4 белый слон · d4 белый конь · e4 белая пешка · c3 белый конь · h3 белая пешка · a2 белая пешка · b2 белая пешка · c2 белая пешка · f2 белая пешка · g2 белая пешка · a1 белая ладья · c1 белый слон · d1 белый ферзь · e1 белая ладья · g1 белый король | 4 |
| 3 | a8 чёрная ладья · c8 чёрный слон · d8 чёрный ферзь · e8 чёрная ладья · g8 чёрный король · a7 чёрная пешка · b7 чёрная пешка · c7 чёрная пешка · d7 чёрный конь · e7 чёрный слон · f7 чёрная пешка · g7 чёрная пешка · h7 чёрная пешка · c6 чёрный конь · d6 чёрная пешка · c4 белый слон · d4 белый конь · e4 белая пешка · c3 белый конь · h3 белая пешка · a2 белая пешка · b2 белая пешка · c2 белая пешка · f2 белая пешка · g2 белая пешка · a1 белая ладья · c1 белый слон · d1 белый ферзь · e1 белая ладья · g1 белый король | a8 чёрная ладья · c8 чёрный слон · d8 чёрный ферзь · e8 чёрная ладья · g8 чёрный король · a7 чёрная пешка · b7 чёрная пешка · c7 чёрная пешка · d7 чёрный конь · e7 чёрный слон · f7 чёрная пешка · g7 чёрная пешка · h7 чёрная пешка · c6 чёрный конь · d6 чёрная пешка · c4 белый слон · d4 белый конь · e4 белая пешка · c3 белый конь · h3 белая пешка · a2 белая пешка · b2 белая пешка · c2 белая пешка · f2 белая пешка · g2 белая пешка · a1 белая ладья · c1 белый слон · d1 белый ферзь · e1 белая ладья · g1 белый король | a8 чёрная ладья · c8 чёрный слон · d8 чёрный ферзь · e8 чёрная ладья · g8 чёрный король · a7 чёрная пешка · b7 чёрная пешка · c7 чёрная пешка · d7 чёрный конь · e7 чёрный слон · f7 чёрная пешка · g7 чёрная пешка · h7 чёрная пешка · c6 чёрный конь · d6 чёрная пешка · c4 белый слон · d4 белый конь · e4 белая пешка · c3 белый конь · h3 белая пешка · a2 белая пешка · b2 белая пешка · c2 белая пешка · f2 белая пешка · g2 белая пешка · a1 белая ладья · c1 белый слон · d1 белый ферзь · e1 белая ладья · g1 белый король | a8 чёрная ладья · c8 чёрный слон · d8 чёрный ферзь · e8 чёрная ладья · g8 чёрный король · a7 чёрная пешка · b7 чёрная пешка · c7 чёрная пешка · d7 чёрный конь · e7 чёрный слон · f7 чёрная пешка · g7 чёрная пешка · h7 чёрная пешка · c6 чёрный конь · d6 чёрная пешка · c4 белый слон · d4 белый конь · e4 белая пешка · c3 белый конь · h3 белая пешка · a2 белая пешка · b2 белая пешка · c2 белая пешка · f2 белая пешка · g2 белая пешка · a1 белая ладья · c1 белый слон · d1 белый ферзь · e1 белая ладья · g1 белый король | a8 чёрная ладья · c8 чёрный слон · d8 чёрный ферзь · e8 чёрная ладья · g8 чёрный король · a7 чёрная пешка · b7 чёрная пешка · c7 чёрная пешка · d7 чёрный конь · e7 чёрный слон · f7 чёрная пешка · g7 чёрная пешка · h7 чёрная пешка · c6 чёрный конь · d6 чёрная пешка · c4 белый слон · d4 белый конь · e4 белая пешка · c3 белый конь · h3 белая пешка · a2 белая пешка · b2 белая пешка · c2 белая пешка · f2 белая пешка · g2 белая пешка · a1 белая ладья · c1 белый слон · d1 белый ферзь · e1 белая ладья · g1 белый король | a8 чёрная ладья · c8 чёрный слон · d8 чёрный ферзь · e8 чёрная ладья · g8 чёрный король · a7 чёрная пешка · b7 чёрная пешка · c7 чёрная пешка · d7 чёрный конь · e7 чёрный слон · f7 чёрная пешка · g7 чёрная пешка · h7 чёрная пешка · c6 чёрный конь · d6 чёрная пешка · c4 белый слон · d4 белый конь · e4 белая пешка · c3 белый конь · h3 белая пешка · a2 белая пешка · b2 белая пешка · c2 белая пешка · f2 белая пешка · g2 белая пешка · a1 белая ладья · c1 белый слон · d1 белый ферзь · e1 белая ладья · g1 белый король | a8 чёрная ладья · c8 чёрный слон · d8 чёрный ферзь · e8 чёрная ладья · g8 чёрный король · a7 чёрная пешка · b7 чёрная пешка · c7 чёрная пешка · d7 чёрный конь · e7 чёрный слон · f7 чёрная пешка · g7 чёрная пешка · h7 чёрная пешка · c6 чёрный конь · d6 чёрная пешка · c4 белый слон · d4 белый конь · e4 белая пешка · c3 белый конь · h3 белая пешка · a2 белая пешка · b2 белая пешка · c2 белая пешка · f2 белая пешка · g2 белая пешка · a1 белая ладья · c1 белый слон · d1 белый ферзь · e1 белая ладья · g1 белый король | a8 чёрная ладья · c8 чёрный слон · d8 чёрный ферзь · e8 чёрная ладья · g8 чёрный король · a7 чёрная пешка · b7 чёрная пешка · c7 чёрная пешка · d7 чёрный конь · e7 чёрный слон · f7 чёрная пешка · g7 чёрная пешка · h7 чёрная пешка · c6 чёрный конь · d6 чёрная пешка · c4 белый слон · d4 белый конь · e4 белая пешка · c3 белый конь · h3 белая пешка · a2 белая пешка · b2 белая пешка · c2 белая пешка · f2 белая пешка · g2 белая пешка · a1 белая ладья · c1 белый слон · d1 белый ферзь · e1 белая ладья · g1 белый король | 3 |
| 2 | a8 чёрная ладья · c8 чёрный слон · d8 чёрный ферзь · e8 чёрная ладья · g8 чёрный король · a7 чёрная пешка · b7 чёрная пешка · c7 чёрная пешка · d7 чёрный конь · e7 чёрный слон · f7 чёрная пешка · g7 чёрная пешка · h7 чёрная пешка · c6 чёрный конь · d6 чёрная пешка · c4 белый слон · d4 белый конь · e4 белая пешка · c3 белый конь · h3 белая пешка · a2 белая пешка · b2 белая пешка · c2 белая пешка · f2 белая пешка · g2 белая пешка · a1 белая ладья · c1 белый слон · d1 белый ферзь · e1 белая ладья · g1 белый король | a8 чёрная ладья · c8 чёрный слон · d8 чёрный ферзь · e8 чёрная ладья · g8 чёрный король · a7 чёрная пешка · b7 чёрная пешка · c7 чёрная пешка · d7 чёрный конь · e7 чёрный слон · f7 чёрная пешка · g7 чёрная пешка · h7 чёрная пешка · c6 чёрный конь · d6 чёрная пешка · c4 белый слон · d4 белый конь · e4 белая пешка · c3 белый конь · h3 белая пешка · a2 белая пешка · b2 белая пешка · c2 белая пешка · f2 белая пешка · g2 белая пешка · a1 белая ладья · c1 белый слон · d1 белый ферзь · e1 белая ладья · g1 белый король | a8 чёрная ладья · c8 чёрный слон · d8 чёрный ферзь · e8 чёрная ладья · g8 чёрный король · a7 чёрная пешка · b7 чёрная пешка · c7 чёрная пешка · d7 чёрный конь · e7 чёрный слон · f7 чёрная пешка · g7 чёрная пешка · h7 чёрная пешка · c6 чёрный конь · d6 чёрная пешка · c4 белый слон · d4 белый конь · e4 белая пешка · c3 белый конь · h3 белая пешка · a2 белая пешка · b2 белая пешка · c2 белая пешка · f2 белая пешка · g2 белая пешка · a1 белая ладья · c1 белый слон · d1 белый ферзь · e1 белая ладья · g1 белый король | a8 чёрная ладья · c8 чёрный слон · d8 чёрный ферзь · e8 чёрная ладья · g8 чёрный король · a7 чёрная пешка · b7 чёрная пешка · c7 чёрная пешка · d7 чёрный конь · e7 чёрный слон · f7 чёрная пешка · g7 чёрная пешка · h7 чёрная пешка · c6 чёрный конь · d6 чёрная пешка · c4 белый слон · d4 белый конь · e4 белая пешка · c3 белый конь · h3 белая пешка · a2 белая пешка · b2 белая пешка · c2 белая пешка · f2 белая пешка · g2 белая пешка · a1 белая ладья · c1 белый слон · d1 белый ферзь · e1 белая ладья · g1 белый король | a8 чёрная ладья · c8 чёрный слон · d8 чёрный ферзь · e8 чёрная ладья · g8 чёрный король · a7 чёрная пешка · b7 чёрная пешка · c7 чёрная пешка · d7 чёрный конь · e7 чёрный слон · f7 чёрная пешка · g7 чёрная пешка · h7 чёрная пешка · c6 чёрный конь · d6 чёрная пешка · c4 белый слон · d4 белый конь · e4 белая пешка · c3 белый конь · h3 белая пешка · a2 белая пешка · b2 белая пешка · c2 белая пешка · f2 белая пешка · g2 белая пешка · a1 белая ладья · c1 белый слон · d1 белый ферзь · e1 белая ладья · g1 белый король | a8 чёрная ладья · c8 чёрный слон · d8 чёрный ферзь · e8 чёрная ладья · g8 чёрный король · a7 чёрная пешка · b7 чёрная пешка · c7 чёрная пешка · d7 чёрный конь · e7 чёрный слон · f7 чёрная пешка · g7 чёрная пешка · h7 чёрная пешка · c6 чёрный конь · d6 чёрная пешка · c4 белый слон · d4 белый конь · e4 белая пешка · c3 белый конь · h3 белая пешка · a2 белая пешка · b2 белая пешка · c2 белая пешка · f2 белая пешка · g2 белая пешка · a1 белая ладья · c1 белый слон · d1 белый ферзь · e1 белая ладья · g1 белый король | a8 чёрная ладья · c8 чёрный слон · d8 чёрный ферзь · e8 чёрная ладья · g8 чёрный король · a7 чёрная пешка · b7 чёрная пешка · c7 чёрная пешка · d7 чёрный конь · e7 чёрный слон · f7 чёрная пешка · g7 чёрная пешка · h7 чёрная пешка · c6 чёрный конь · d6 чёрная пешка · c4 белый слон · d4 белый конь · e4 белая пешка · c3 белый конь · h3 белая пешка · a2 белая пешка · b2 белая пешка · c2 белая пешка · f2 белая пешка · g2 белая пешка · a1 белая ладья · c1 белый слон · d1 белый ферзь · e1 белая ладья · g1 белый король | a8 чёрная ладья · c8 чёрный слон · d8 чёрный ферзь · e8 чёрная ладья · g8 чёрный король · a7 чёрная пешка · b7 чёрная пешка · c7 чёрная пешка · d7 чёрный конь · e7 чёрный слон · f7 чёрная пешка · g7 чёрная пешка · h7 чёрная пешка · c6 чёрный конь · d6 чёрная пешка · c4 белый слон · d4 белый конь · e4 белая пешка · c3 белый конь · h3 белая пешка · a2 белая пешка · b2 белая пешка · c2 белая пешка · f2 белая пешка · g2 белая пешка · a1 белая ладья · c1 белый слон · d1 белый ферзь · e1 белая ладья · g1 белый король | 2 |
| 1 | a8 чёрная ладья · c8 чёрный слон · d8 чёрный ферзь · e8 чёрная ладья · g8 чёрный король · a7 чёрная пешка · b7 чёрная пешка · c7 чёрная пешка · d7 чёрный конь · e7 чёрный слон · f7 чёрная пешка · g7 чёрная пешка · h7 чёрная пешка · c6 чёрный конь · d6 чёрная пешка · c4 белый слон · d4 белый конь · e4 белая пешка · c3 белый конь · h3 белая пешка · a2 белая пешка · b2 белая пешка · c2 белая пешка · f2 белая пешка · g2 белая пешка · a1 белая ладья · c1 белый слон · d1 белый ферзь · e1 белая ладья · g1 белый король | a8 чёрная ладья · c8 чёрный слон · d8 чёрный ферзь · e8 чёрная ладья · g8 чёрный король · a7 чёрная пешка · b7 чёрная пешка · c7 чёрная пешка · d7 чёрный конь · e7 чёрный слон · f7 чёрная пешка · g7 чёрная пешка · h7 чёрная пешка · c6 чёрный конь · d6 чёрная пешка · c4 белый слон · d4 белый конь · e4 белая пешка · c3 белый конь · h3 белая пешка · a2 белая пешка · b2 белая пешка · c2 белая пешка · f2 белая пешка · g2 белая пешка · a1 белая ладья · c1 белый слон · d1 белый ферзь · e1 белая ладья · g1 белый король | a8 чёрная ладья · c8 чёрный слон · d8 чёрный ферзь · e8 чёрная ладья · g8 чёрный король · a7 чёрная пешка · b7 чёрная пешка · c7 чёрная пешка · d7 чёрный конь · e7 чёрный слон · f7 чёрная пешка · g7 чёрная пешка · h7 чёрная пешка · c6 чёрный конь · d6 чёрная пешка · c4 белый слон · d4 белый конь · e4 белая пешка · c3 белый конь · h3 белая пешка · a2 белая пешка · b2 белая пешка · c2 белая пешка · f2 белая пешка · g2 белая пешка · a1 белая ладья · c1 белый слон · d1 белый ферзь · e1 белая ладья · g1 белый король | a8 чёрная ладья · c8 чёрный слон · d8 чёрный ферзь · e8 чёрная ладья · g8 чёрный король · a7 чёрная пешка · b7 чёрная пешка · c7 чёрная пешка · d7 чёрный конь · e7 чёрный слон · f7 чёрная пешка · g7 чёрная пешка · h7 чёрная пешка · c6 чёрный конь · d6 чёрная пешка · c4 белый слон · d4 белый конь · e4 белая пешка · c3 белый конь · h3 белая пешка · a2 белая пешка · b2 белая пешка · c2 белая пешка · f2 белая пешка · g2 белая пешка · a1 белая ладья · c1 белый слон · d1 белый ферзь · e1 белая ладья · g1 белый король | a8 чёрная ладья · c8 чёрный слон · d8 чёрный ферзь · e8 чёрная ладья · g8 чёрный король · a7 чёрная пешка · b7 чёрная пешка · c7 чёрная пешка · d7 чёрный конь · e7 чёрный слон · f7 чёрная пешка · g7 чёрная пешка · h7 чёрная пешка · c6 чёрный конь · d6 чёрная пешка · c4 белый слон · d4 белый конь · e4 белая пешка · c3 белый конь · h3 белая пешка · a2 белая пешка · b2 белая пешка · c2 белая пешка · f2 белая пешка · g2 белая пешка · a1 белая ладья · c1 белый слон · d1 белый ферзь · e1 белая ладья · g1 белый король | a8 чёрная ладья · c8 чёрный слон · d8 чёрный ферзь · e8 чёрная ладья · g8 чёрный король · a7 чёрная пешка · b7 чёрная пешка · c7 чёрная пешка · d7 чёрный конь · e7 чёрный слон · f7 чёрная пешка · g7 чёрная пешка · h7 чёрная пешка · c6 чёрный конь · d6 чёрная пешка · c4 белый слон · d4 белый конь · e4 белая пешка · c3 белый конь · h3 белая пешка · a2 белая пешка · b2 белая пешка · c2 белая пешка · f2 белая пешка · g2 белая пешка · a1 белая ладья · c1 белый слон · d1 белый ферзь · e1 белая ладья · g1 белый король | a8 чёрная ладья · c8 чёрный слон · d8 чёрный ферзь · e8 чёрная ладья · g8 чёрный король · a7 чёрная пешка · b7 чёрная пешка · c7 чёрная пешка · d7 чёрный конь · e7 чёрный слон · f7 чёрная пешка · g7 чёрная пешка · h7 чёрная пешка · c6 чёрный конь · d6 чёрная пешка · c4 белый слон · d4 белый конь · e4 белая пешка · c3 белый конь · h3 белая пешка · a2 белая пешка · b2 белая пешка · c2 белая пешка · f2 белая пешка · g2 белая пешка · a1 белая ладья · c1 белый слон · d1 белый ферзь · e1 белая ладья · g1 белый король | a8 чёрная ладья · c8 чёрный слон · d8 чёрный ферзь · e8 чёрная ладья · g8 чёрный король · a7 чёрная пешка · b7 чёрная пешка · c7 чёрная пешка · d7 чёрный конь · e7 чёрный слон · f7 чёрная пешка · g7 чёрная пешка · h7 чёрная пешка · c6 чёрный конь · d6 чёрная пешка · c4 белый слон · d4 белый конь · e4 белая пешка · c3 белый конь · h3 белая пешка · a2 белая пешка · b2 белая пешка · c2 белая пешка · f2 белая пешка · g2 белая пешка · a1 белая ладья · c1 белый слон · d1 белый ферзь · e1 белая ладья · g1 белый король | 1 |
|   | a | b | c | d | e | f | g | h |   |

1.e4 e5 2.Кf3 Кc6 3.Сc4 Кf6 4.d4 ed 5.0-0 d6 6.К:d4 Сe7 7.Кc3 0-0 8.h3 Лe8 9.Лe1 Кd7?
(см. диаграмму)
10.С:f7+! Кр:f7 11.Кe6!!, 1:0